# 허구 국가의 국기 목록
다음은 허구 국가의 국기 목록이다.

## 목록

보르두리아의 국기
보르두리아의 국기
보르두리아의 국기
보르두리아의 국기
보르두리아의 국기
중화연방의 국기
산 테오도로스의 국기
누에보 리코의 국기
상 리코의 국기
라트베리아의 국기
와칸다의 국기
그랜드 펜윅의 국기
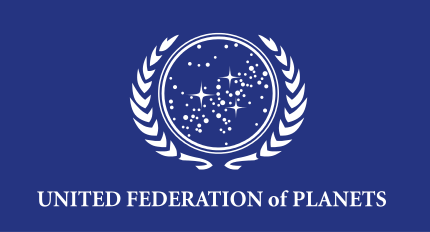
행성연방의 국기
제노비아의 국기
아메스트리스 공화국의 국기
체르나루스의 국기
알티스 공화국의 국기
몰바니아의 국기
노스파이어의 국기
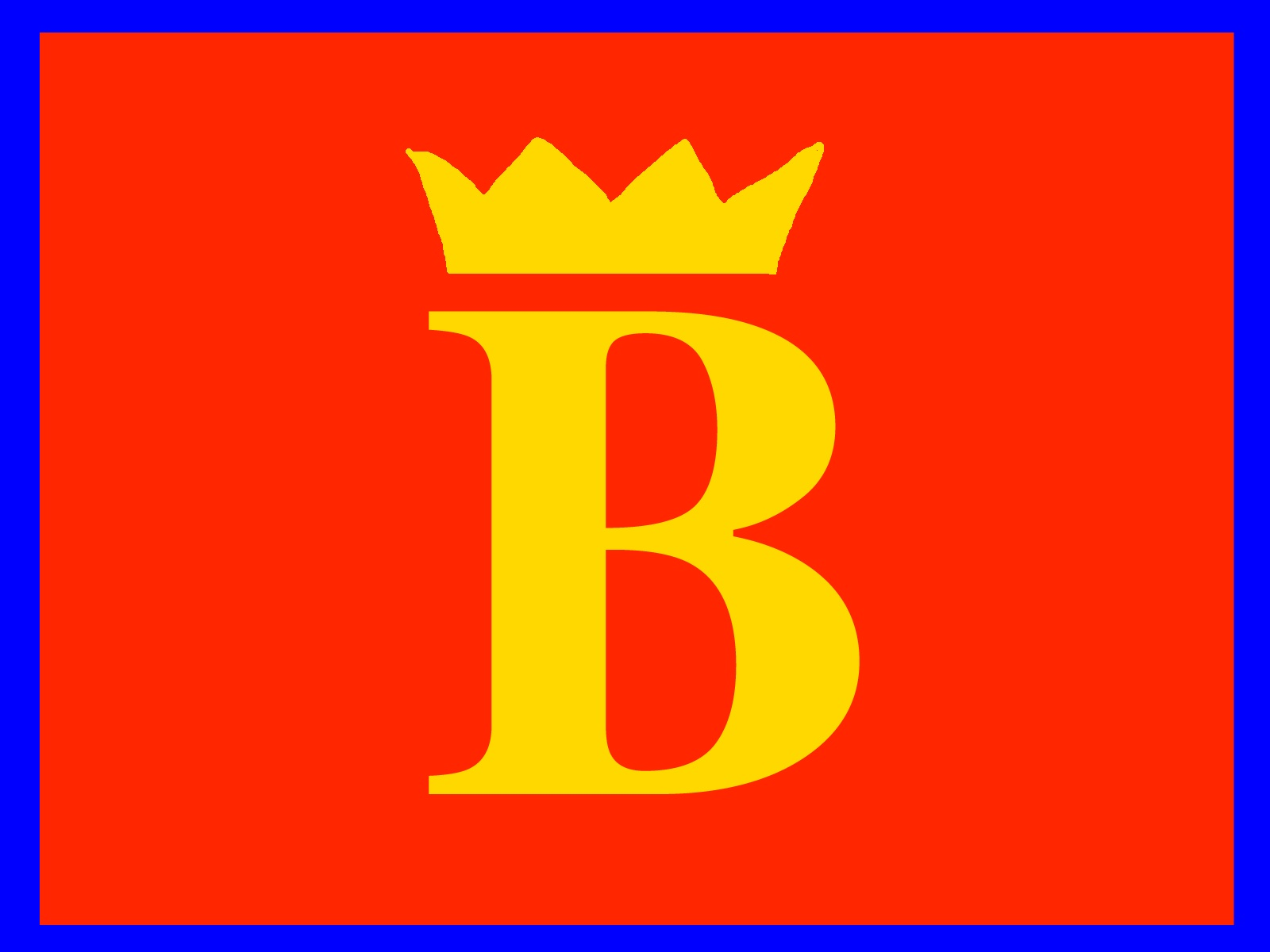
바바르 왕국의 국기
눔바니의 국기
산 로렌조의 국기
바나나 공화국의 국기
미국의 국기
남아메리카 연방의 국기
은하 공화국의 국기
은하 공화국의 국기
은하제국의 국기
오즈의 국기
로한의 국기
로한의 국기
나니아의 국기
나니아의 국기
곤도르의 국기
호라이즌 제도의 국기
투르기스탄의 국기
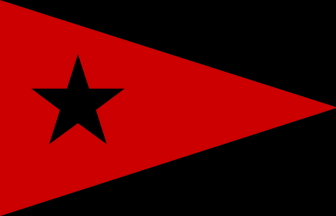
카스니아의 국기
케키스탄의 국기
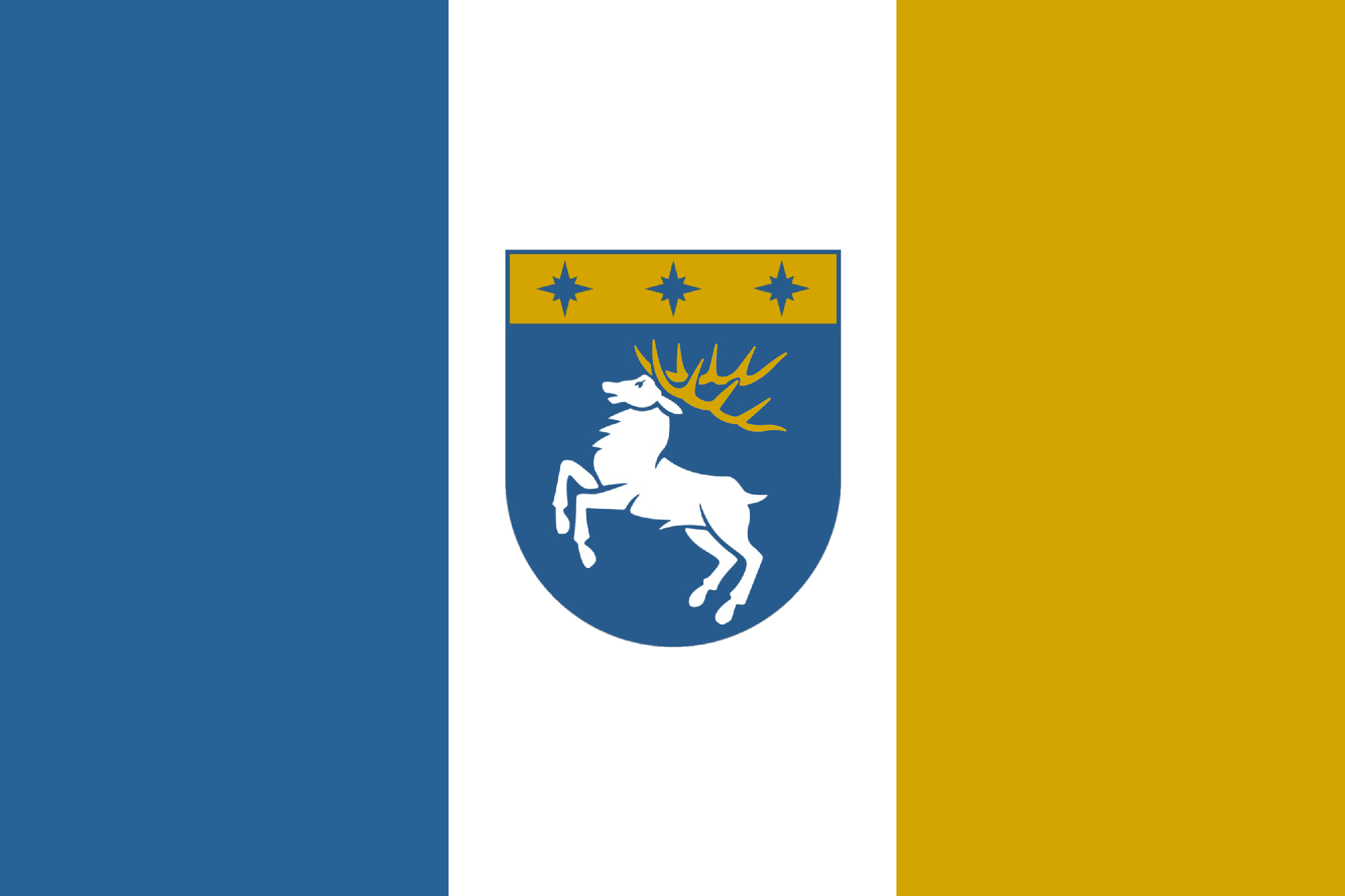
리보니아의 국기
뉴 캘리포니아 공화국의 국기
벨카의 국기
쿠나미의 국기
메디치의 국기
토마니아의 국기
트로피코의 국기
팔롬비아의 국기
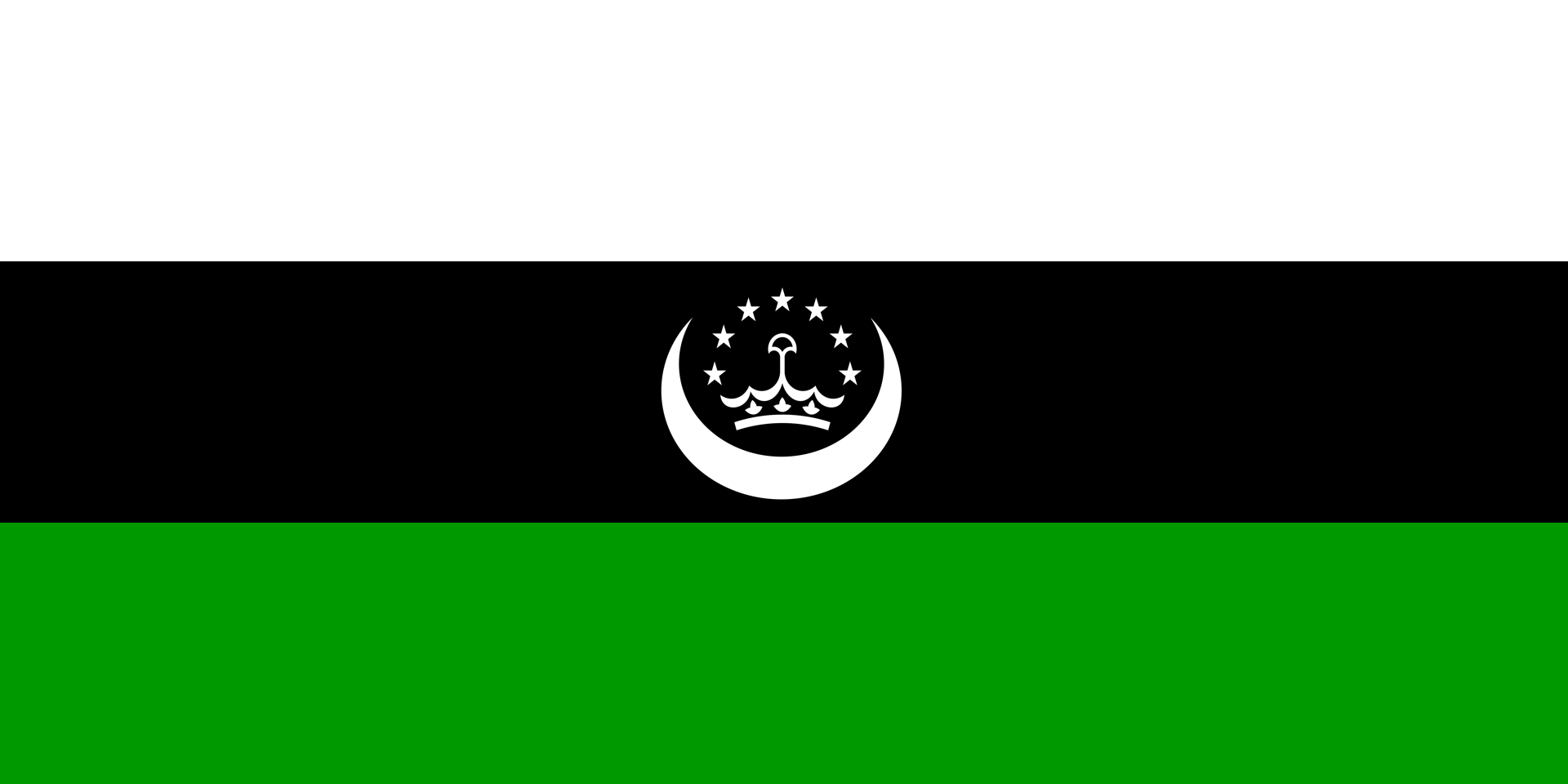
타키스탄의 국기
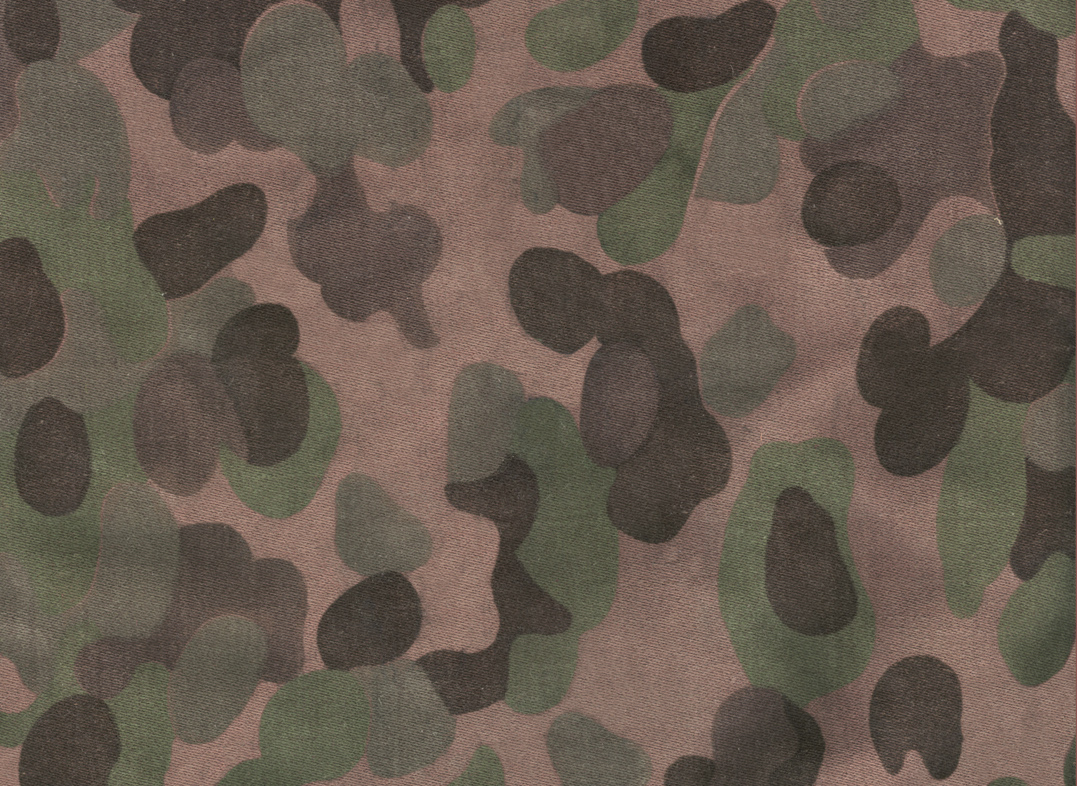
소도르의 국기
미국의 국기
엔클레이브의 국기
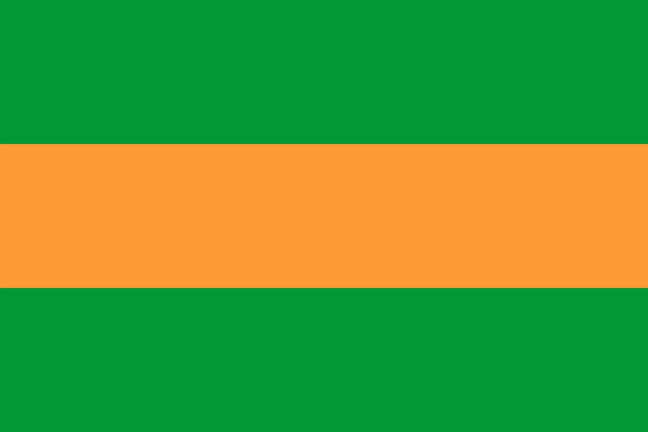
와디야의 국기
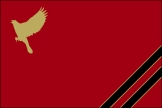
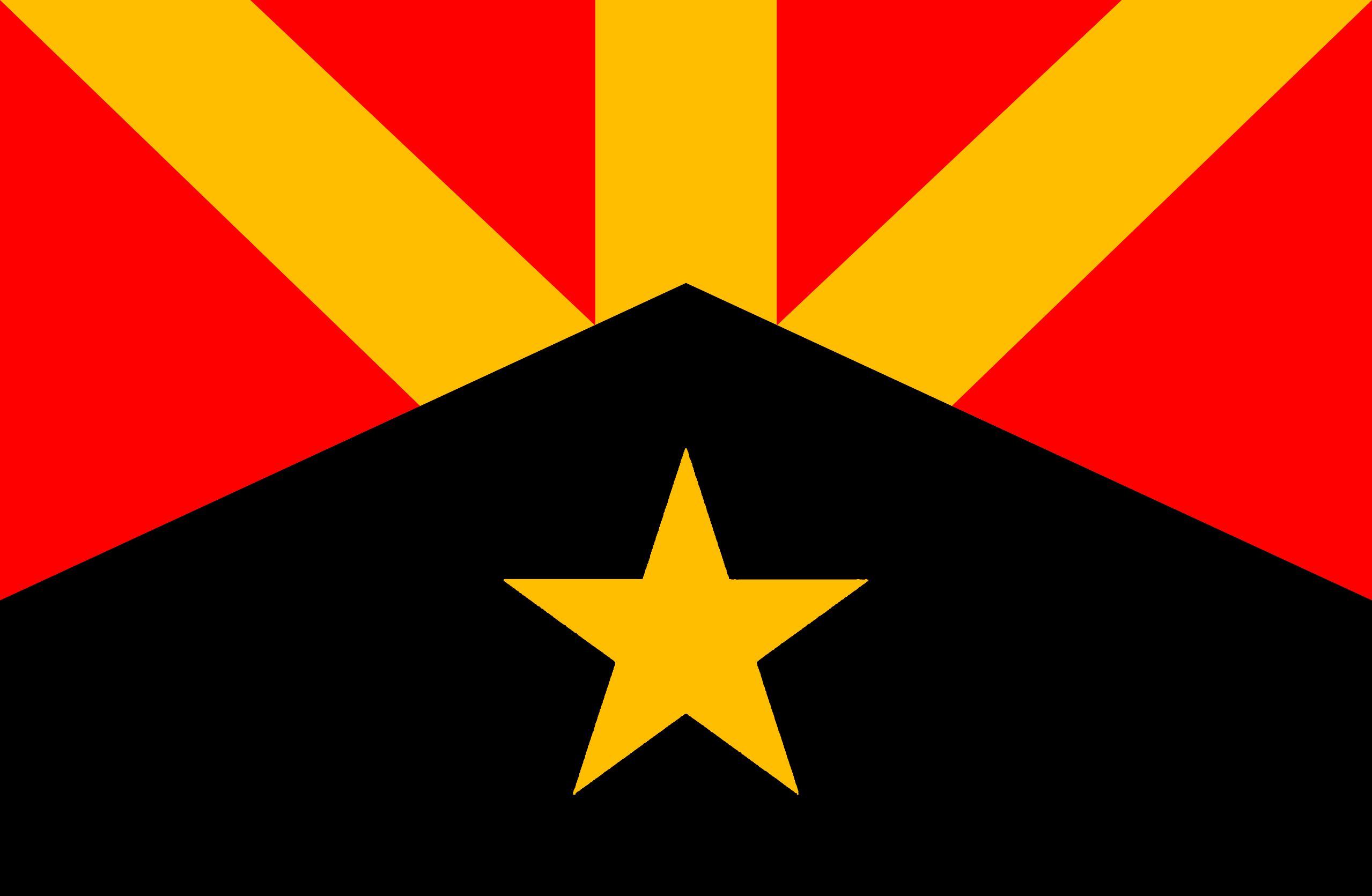

## 같이 보기
- 국기
- List of fictional countries